# Архієпископ Кельна

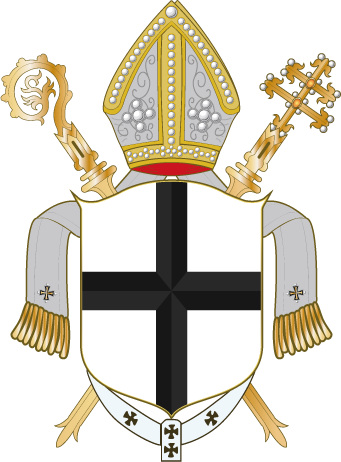
Герб кельнських архієпископів-курфюрстів.

Архієпи́скоп Ке́льна — титул головного католицького єпископа (митрополита) німецького міста Кельн і Кельнського архієпископства. Засновано 795 року. Першим архієпископом став Гільдебольд.
У 983—1803 роках був одним із курфюрстів і імперських князів Священної Римської імперії, архіканцлером Італії. Вважався третьою особою в імперії після імператора та майнцького архієпископа. Також — архієпископ Кельнський, кельнський курфюрст.